# Mönlam
Mönlam (tibetsky སྨོན་ལམ་, Wylie Smon-lam) je jeden z nejvýznamnějších svátků tibetského buddhismu. Ustanovil jej v roce 1409 Congkhapa, zakladatel školy gelugpa. Svátek se slaví mezi 4.–11. dnem prvního tibetského měsíce, což je doba spadající do období od počátku února až do počátku března gregoriánského kalendáře.
Podle tradičního podání má být mönlam svátkem, který oslavuje vítězství Buddhy Šákjamuniho nad šesti učiteli ve Šrávastí. Během mönlamu se sjede množství mnichů ze tří velkých tibetských klášterů (Sera, Gandän a Däpung) do Lhasy, kde se konají hlavní obřady a rituály (zejména pak v Džókhangu).
V době kulturní revoluce byl mönlam zakázán, v 80. letech byl však na čas znovu povolen.